# Sphenomorphus megalops
Espèce
Synonymes
- Lygosoma megalops Annandale, 1906

Sphenomorphus megalops est une espèce de sauriens de la famille des Scincidae.

## Répartition
Cette espèce est endémique du Sri Lanka.

## Publication originale
- Annandale, 1906 : New and interesting lizards in the Colombo Museum. Spolia zeylanica, vol. 3, p. 189-192 (texte intégral).